# پیر فاتو
پیر لویس جوزف فاتو (۲۸ فوریه۱۸۷۸_۹ اوت ۱۹۲۹) ریاضیدان و ستاره‌شناس اهل کشور فرانسه است.
این ریاضیدان در زمینه آنالیز تلاش‌هایی داشته‌است. لم فاتو و مجموعه فاتو به افتخار او شناخته می‌شود.